# 1850

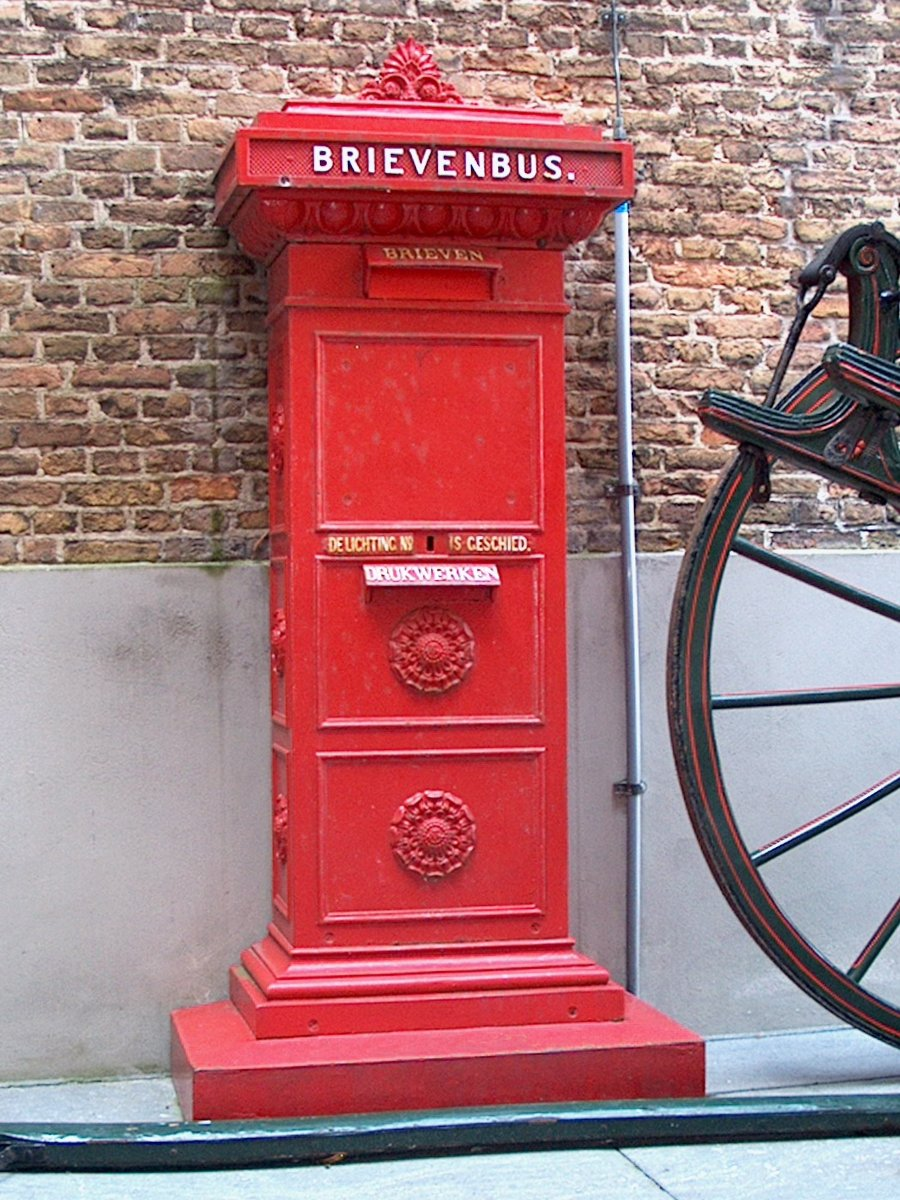
Brievenbus

1850 was in de gregoriaanse kalender een niet-schrikkeljaar, startend op een dinsdag en eindigend op een dinsdag. Het jaar viel in de 19e eeuw en wordt wel tot de Moderne Tijd gerekend. De wereldbevolking bestond naar schatting uit 1,2 miljard mensen.

## Gebeurtenissen
januari
- 1 - Piémont voert het metrieke stelsel in.
- 6 - Bleekrode en Enthoven krijgen octrooi op zinkwit.
- 18 - De inspecteurs van Rijkswaterstaat Ferrand en Van der Kun brengen een rapport uit, waarin ze de aanleg van overlaten afwijzen en pleiten voor een verbetering van het stroomgebied van de rivieren, zodat deze het regen- en smeltwater alsook de ijsgang zouden kunnen afvoeren

februari
- Willem III der Nederlanden, die tevens groothertog van Luxemburg is, benoemt zijn broer Hendrik tot stadhouder in het groothertogdom.

maart
- 19 - Henry Wells en William Fargo richten American Express op voor de snelle bezorging van poststukken.

april
- 27 - De Postwet vervangt die uit 1810. Hiermee werd het staatsmonopolie op de post geregeld en onder meer de invoering van postzegels.

mei
- 5 - Oprichting van de Nationale Bank van België.

juni
- 27 - Wanneer koningin Victoria Cambridge House aan Hyde Park verlaat, wordt ze door de oud-marineofficier Robert Pate met zijn wandelstok op het hoofd geslagen. Ze houdt er een litteken aan over. Pate wordt naar de Britse strafkolonie op Tasmanië gestuurd.

juli
- 9 - Vice-president Millard Fillmore volgt de overleden Zachary Taylor op als president van de Verenigde Staten.
- 9 - De Bab, stichter van het Babisme, wordt onder druk van de islamitische geestelijkheid door de Iraanse regering gefusilleerd.
- 17 -Het observatorium van Harvard maakt een foto van Wega. Het is de eerste keer dat een ster wordt vastgelegd op de gevoelige plaat.
- 25 - Stichting van de Abdij Notre-Dame de Scourmont, een Trappistenklooster nabij Chimay, Henegouwen.

augustus
- 28 - Voor het eerst wordt een onderzeese telegraafkabel gelegd tussen Calais en Dover.

september
- 4 - De Lei Eusébio de Queirós verbiedt in Brazilië de invoer van slaven.
- 20 - President Fillmore van de VS ondertekent de wetten die deel uitmaken van het Compromis van 1850. Slavenhandel wordt afgeschaft in het District of Columbia, en de nieuwe staat Californië wordt een slavenvrije staat. Maar de Fugitive Slave Act verplicht de federatie tot hulp bij de opsporing van voortvluchtige slaven.

oktober
- oktober - In Leipzig wordt de Deutsche Ornithologen-Gesellschaft opgericht.

november
- 19 - Alfred Tennyson wordt benoemd tot Poet Laureate (dichter des vaderlands) als opvolger van William Wordsworth.
- 29 - Met het Verdrag van Olmütz wordt de Duitse Bond nieuw leven ingeblazen.

december
- 2 - Schoolmeester Jan Schenkman uit Amsterdam brengt een boekje uit getiteld: "Sint Nikolaas en zijn knecht, 16 gedichten, steeds op dezelfde melodie te zingen, met 16 bijbehorende illustraties." Hij schept daarmee de moderne traditie van Sinterklaas en Zwarte Piet.
- 27 - In Den Haag wordt de eerste van een serie brievenbussen geplaatst. Daarmee wordt de invoering van de postzegel voorbereid.
- De Mariposa-oorlog breekt uit tussen kolonisten en inheemse volken in Californië.

zonder datum
- Revolutie op Cuba die 18 jaar later tot de onafhankelijkheid leidt.
- In het Verenigd Koninkrijk wordt de bisschoppelijke hiërarchie hersteld. Dat wil zeggen dat de Rooms-Katholieke Kerk zich weer op eigen wijze mag organiseren, met door de paus benoemde bisschoppen.
- Het eerste nummer van het tijdschrift Harper's Magazine verschijnt in de Verenigde Staten.
- De moderne akoestische gitaar wordt uitgevonden in Spanje.
- Austen Henry Layard vindt kleitabletten met in spijkerschrift het Gilgamesj-epos.

## Muziek
- 17 januari: eerste uitvoering van Mariotta, de enige opera van Niels Gade
- 28 april: eerste uitvoering van La mélancolie van Ole Bull, toen nog Eensomhed genaamd

## Beeldende kunst

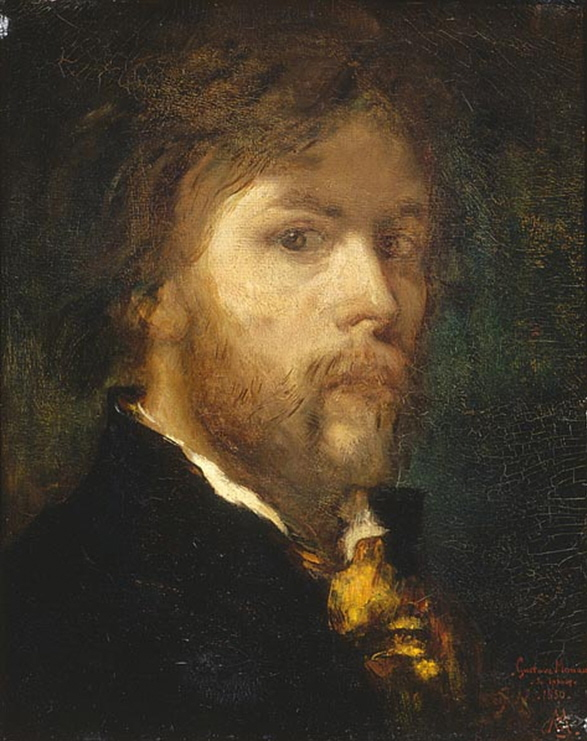
Zelfportret (1850) Gustave Moreau, Musée Gustave Moreau, Parijs

## Bouwkunst

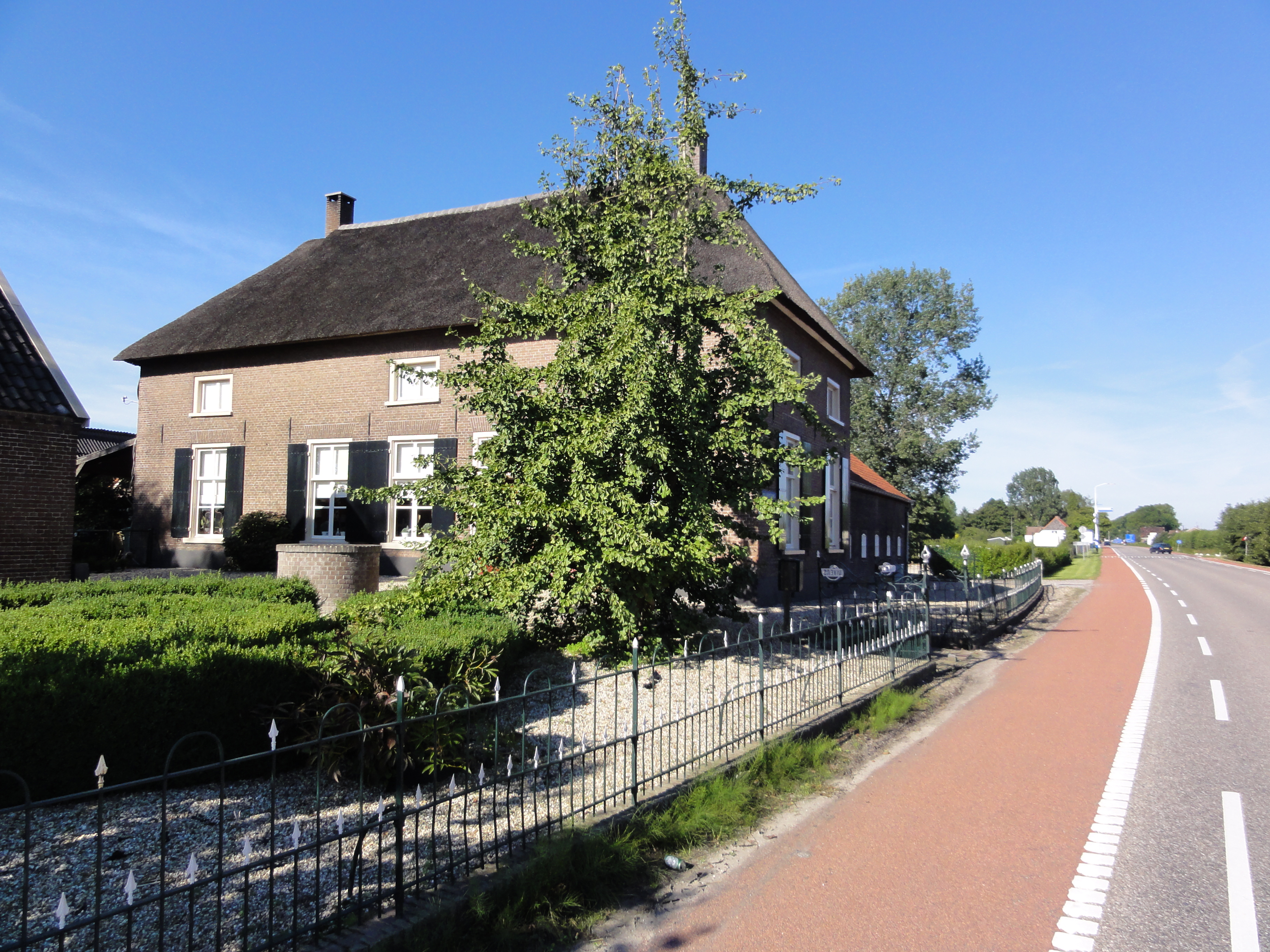
Uiversnest, Deest (1850)

## Geboren
januari
- 15 - Mihai Eminescu, Roemeens dichter (overleden 1889)
- 15 - Sofia Kovalevskaja, Russisch wiskundige (overleden 1891)
- 16 - Karel Antonie Godin de Beaufort, Nederlands politicus (overleden 1921)
- 27 - John Collier, Engels kunstschilder (overleden 1934)

februari
- 17 - Alf Morgans, 4e premier van West-Australië (overleden 1933)
- 19 - Ernst Bernheim, Duits mediëvist (overleden 1942)
- 22 - Isaac Rice, Amerikaans financier en schaker, bekend van het Ricegambiet (overleden 1915)

maart
- 1 - Raphaela Maria Porras, Spaans r.k. heilige (overleden 1925)
- 10 - Spencer Gore, Brits tennisser en cricketer (overleden 1906)
- 18 - Bart van Hove, Nederlands beeldhouwer en hoogleraar (overleden 1914)
- 29 - Emma Louise Ashford, Amerikaans componist (overleden 1930)
- 29 - Willem Helsdingen, Nederlands SDAP-politicus (overleden 1921)
- 31 - Charles Walcott, Amerikaans paleontoloog (overleden 1927)

april
- 9 - George Huntington, Amerikaans huisarts (overleden 1916)
- 19 - Theo Mann-Bouwmeester, Nederlands actrice (overleden 1939)

mei
- 9 - Edward Weston, Brits-Amerikaans scheikundige en elektrotechnicus (overleden 1936)
- 13 - Modest Tsjaikovski, Russisch dramaturg (overleden 1916)
- 14 - Bonifacio Arevalo, Filipijns beeldhouwer (overleden 1920)

juni
- 6 - Karl Ferdinand Braun, Duits natuurkundige en Nobelprijswinnaar (overleden 1918)

juli
- 4 - Ole Olsen, Noors componist, muziekpedagoog, dirigent, organist en trombonist (overleden 1927)

augustus
- 3 - P.A. Daum, Nederlands(-Indisch) journalist, roman- en toneelschrijver (overleden 1898)
- 5 - Guy de Maupassant, Frans schrijver (overleden 1893)
- 25 - Pavel Axelrod, Russisch revolutionair (overleden 1928)
- 26 - Charles Richet, Frans fysioloog en Nobelprijswinnaar (overleden 1935)
- 27 - Augusto Righi, Italiaans natuurkundige (overleden 1920)

september
- 5 - Eugen Goldstein, Duits natuurkundige (overleden 1930)

oktober
- 7 - Taeke Boonstra, Nederlands architect (overleden 1932)

november
- 7 - Bertha Waszklewicz-van Schilfgaarde, Nederlandse vredesactivist en publicist (overleden 1937)
- 10 - Vitus Bruinsma, Fries natuurwetenschapper en politicus (overleden 1916)
- 13 - Robert Louis Stevenson, Engels schrijver (overleden 1894)
- 17 - Max Spohr, Duits uitgever en homorechtenactivist (overleden 1905)
- 19 - Isabelo Tampinco, Filipijns beeldhouwer (overleden 1933)
- 26 - Henricus van de Wetering, Nederlands r.k. aartsbisschop van Utrecht (overleden 1929)

december
- 10 - Jennie Augusta Brownscombe, Amerikaans kunstschilder en illustrator (overleden 1936)

## Overleden
april
- 16 - Marie Tussaud (88), Frans wassenbeeldenartieste
- 23 - William Wordsworth (80), Engels dichter

mei
- 25 - Henricus Hosten (71), Belgisch politicus

juni
- 4 - Maurits der Nederlanden (6)

juli
- 9 - Zachary Taylor (65), twaalfde president van de Verenigde Staten

augustus
- 18 - Honoré de Balzac (51), Frans schrijver

september
- 16 - Charles van Beveren (41), Vlaams kunstschilder
- 23 - José Gervasio Artigas (86), Uruguayaans generaal en vrijheidsstrijder

oktober
- 11 - Louise Marie van Orléans (38), de tweede vrouw van Koning Leopold I

december
- 4 - William Sturgeon (67), Brits natuurkundige en uitvinder
- 24 - Frédéric Bastiat (49), Frans econoom en filosoof

## Weerextremen in België
- januari: absoluut maandrecord hoogste relatieve vochtigheid: 99% (normaal 86,3%).
- 9 juli: laagste etmaalgemiddelde temperatuur ooit op deze dag: 10,9 °C.
- 13 september: laagste etmaalgemiddelde temperatuur ooit op deze dag: 9,4 °C en laagste minimumtemperatuur: 3,6 °C.
- 14 september: laagste etmaalgemiddelde temperatuur ooit op deze dag: 9,8 °C en laagste minimumtemperatuur: 3,5 °C.
- zomer: na 1992 zomer met hoogste neerslagtotaal: 360,2 mm (normaal 210,4 mm).

Bron: KMI Gegevens Ukkel 1901-2003  met aanvullingen 